# Punto de compensación
El punto de compensación (lumínica) es la intensidad de luz en la curva lumínica donde la tasa de fotosíntesis coincide exactamente con la tasa de respiración celular. En este punto, la captación de CO2 por las vías fotosintéticas es igual a la liberación respiratoria de dióxido de carbono, y la captación de O2 por la respiración es igual a la liberación fotosintética de oxígeno.
En términos de asimilación, en el punto de compensación, la asimilación neta de dióxido de carbono es cero. Las hojas liberan CO2 mediante la fotorrespiración y la respiración celular, pero el CO2 también se convierte en carbohidratos mediante la fotosíntesis. La asimilación es, por tanto, la diferencia en la tasa de estos procesos. A una presión parcial normal de CO2 (0.343 hPa en 1980), existe una irradiación en la que la asimilación neta de CO2 es cero. Por ejemplo, a primera hora de la mañana y a última hora de la tarde, se puede alcanzar el punto de compensación al disminuir la actividad fotosintética y aumentar la respiración. Por lo tanto, la presión parcial de CO2 en el punto de compensación, también conocido como gamma, es una función de la irradiación. La dependencia de la irradiación del punto de compensación se explica por la concentración de RuBP (ribulosa-1,5-bisfosfato). Cuando el aceptor RuBP está en concentración saturada, la gamma es independiente de la irradiación. Sin embargo, a baja irradiación, sólo una pequeña fracción de los sitios de la RuBP carboxilasa-oxigenasa (RuBisCO) tiene el aceptor de electrones RuBP. Esto disminuye la actividad fotosintética y, por tanto, afecta a la gamma. La concentración intracelular de CO2 afecta a las tasas de fotosíntesis y fotorrespiración. Las concentraciones más altas de CO2 favorecen la fotosíntesis mientras que las bajas favorecen la fotorrespiración.

## Horario
El punto de compensación se alcanza durante las primeras horas de la mañana y las últimas de la tarde. La respiración es relativamente constante, mientras que la fotosíntesis depende de la intensidad de la luz solar. Cuando la tasa de fotosíntesis es igual a la tasa de respiración o fotorrespiración, se produce el punto de compensación.

## Tasa
En el punto de compensación, la tasa de fotosíntesis es igual a la tasa de respiración. Los productos de la fotosíntesis se utilizan en la respiración, por lo que el organismo no consume ni construye biomasa. El intercambio gaseoso neto también es cero en este punto.

## Profundidad
Para las plantas acuáticas en las que el nivel de luz a cualquier profundidad es aproximadamente constante durante la mayor parte del día, el punto de compensación es la profundidad a la que la luz que penetra en el agua crea el mismo efecto equilibrado.

## El medio marino
La respiración se produce tanto por parte de las plantas como de los animales a lo largo de la columna de agua, dando lugar a la destrucción, o utilización, de la materia orgánica, pero la fotosíntesis sólo puede tener lugar a través de las algas fotosintéticas en presencia de luz, nutrientes y CO2. En las columnas de agua bien mezcladas el plancton se distribuye uniformemente, pero sólo se produce una producción neta por encima de la profundidad de compensación. Por debajo de la profundidad de compensación hay una pérdida neta de materia orgánica. La población total de organismos fotosintéticos no puede aumentar si la pérdida supera la producción neta.
La profundidad de compensación entre la fotosíntesis y la respiración del fitoplancton en el océano debe depender de algunos factores: la iluminación en la superficie, la transparencia del agua, el carácter biológico del plancton presente y la temperatura. El punto de compensación se encontró más cerca de la superficie a medida que se acerca a la costa. También es menor en las estaciones de invierno en el Mar Báltico, según un estudio que examinó el punto de compensación de múltiples especies fotosintéticas. La parte azul del espectro visible, entre 455 y 495 nanómetros, domina la luz en la profundidad de compensación. 
Una preocupación con respecto al concepto de punto de compensación es que supone que el fitoplancton permanece a una profundidad fija a lo largo de un período de 24 horas (marco temporal en el que se mide la profundidad de compensación), pero el fitoplancton experimenta un desplazamiento debido a las isopicnales que lo mueven decenas de metros.